# تل العمارة (زحلة)
تل العمارة هي إحدى القرى اللبنانية من قرى قضاء زحلة في محافظة البقاع.
- ترتفع عن سطح البحر 910 مترا.
- تبعد عن بيروت 58 كلم.